# Wikbold von Lohn
Wikbold von Lohn († 19. Juli 1312) war Domherr (1292–1310), Domküster (1303–1306) und Dompropst (1307–1310) am St.-Paulus-Dom in Münster sowie Domherr in Köln.

## Leben

### Herkunft und Familie
Wikbold von Lohn wurde als Sohn der Eheleute Hermann von Lohn und Gertrud von Holte, Tochter des Edelherren Hermann von Holte und Nichte des Kölner Erzbischofs Wigbold von Holte, geboren. Seine Familie gehörte zum Geschlecht der Edelherren von Lohn.

### Werdegang und Wirken
Wikbold war ein entschiedener Gegner des Bischofs Otto und maßgeblich an dessen Abwahl beteiligt. Dieser wollte ihn und Otto von Bentheim wegen erheblicher Differenzen exkommunizieren und suspendieren. Im Domkapitel bildete sich ein Bündnis gegen den Bischof, so dass dieser im Oktober 1306 abgesetzt wurde. Konrad von Berg wurde als Nachfolger zum Bischof gewählt, wobei Papst Clemens V. am 18. März 1310 diese Wahl kassierte und dabei ausdrücklich das Verhalten Wikbolds und der anderen Gegner des abgesetzten Bischofs missbilligte.
Die Dompropstei, bis 1301 im Besitz des Engelbert von Tecklenburg, wurde von ihm 1306, nach der Absetzung Ottos, übernommen und blieb bis Ende 1310 in seinem Besitz. In diesem Jahre trat er in den Laienstand zurück und verlobte sich am 29. Januar 1311 mit Agnes von Kleve, Tochter des Dietrich von Kleve. Sein Ansinnen, das Geschlecht vor dem Aussterben zu bewahren, erfüllte sich nicht, denn er starb kinderlos am 19. Juli 1312. Er wurde in der Nähe des Stephanusaltars im St.-Paulus-Dom in Münster beigesetzt.